# Ataque aéreo a Hroza
No dia 5 de outubro de 2023, por volta das 13:15 da tarde, as Forças Armadas da Rússia atingiram residentes do vilarejo de Hroza, localizado no Oblast de Carquive, com um míssil disparado de um sistema 9K720 Iskander. No momento, ocorria um funeral em homenagem a um soldado que acabara de morrer em batalha. A loja e o café no qual ocorria a cerimônia foram atingidos, no que 59 pessoas morreram e sete ficaram feridas. Um dos falecidos era um garoto de seis anos de idade.

## Resultado
A cerimônia fúnebre era realizada em homenagem a um soldado ucraniano morto em ação. De acordo com o promotor local, Dmytro Chubenko, a viúva, filho e afiliada do soldado foram mortos durante o ataque.
Segundo o Ministro do Interior da Ucrânia, Ihor Klymenko, o vilarejo tinha uma população de 330 pessoas antes do ataque. Hroza fora capturada pelas forças de ocupação russa no começo da invasão, mas veio a ser liberada durante a  Contraofensiva de Carquive em setembro de 2022. O governador do oblast disse que, com o massacre, mais de 10% da população que o vilarejo tinha antes da guerra (501 habitantes em 2020) perdeu a vida.

## Investigação
Em 31 de outubro de 2023, o Alto Comissariado das Nações Unidas para os Direitos Humanos publicou o relatório de sua investigação. No documento, concluiu-se que todas as vítimas, 36 mulheres, 22 homens e uma criança, eram civis. A ONU exigiu que a Rússia admitisse responsabilidade pelo massacre e punisse os responsáveis pelo ato.